# Szabadka–Gombos-vasútvonal
Az egykori Szabadka–Gombos-vasútvonal a Bácskát szelte át, a tájegység nagyobb településeit kötötte össze.

## Története
Az 1908. évi IV. törvénycikk alapján kiadott engedély szerint a Szabadka–Gombos–Palánkai HÉV társaság építette a helyiérdekű vasútvonalat. A MÁV szabadkai állomásától induló vonal Cservenkán keresztezte a Zombor–Óbecse-vasútvonalat, Hódságon keresztezte a Baja–Zombor–Újvidék-vasútvonalat, majd Újgombos állomáson csatlakozott újra a MÁV vonalához.
A síkvidéken haladó 99 km hosszú vasútvonalat 1908. december 23-án nyitották meg.
A társaság rövid időn belül megépítette a Bácsordastól Palánkáig tartó szárnyvonalat is. A 35 km hosszú szárnyvonalat 1909. április 30-án adták át a forgalomnak.
A síkvidéki jellegű vasútvonalak építése kevés földmunkát igényeltek. Nagyméretű műtárgyak a Ferenc-csatornán és a Ferenc József-csatornán épültek, egy 31 m, illetve egy 32 m hosszú vasszerkezetű híd formájában. A felépítményt 23,6 kg/fm tömegű, „i” jelű sínekből építették, a tengelyterhelést 12 tonnáig engedélyezték.
Az 1960–1970-es években a vonal Szabadka–Cservenka–Hódság szakasza megszűnt, a síneket felszedték.

## Napjainkban
Az egykori vasútvonal Hódság és Gombos közötti szakasza a Szerb Államvasutak 21-es számú vasútvonalának része. 